# Crkva i samostan sv. Dominika u Trogiru
Crkva i samostan sv. Dominika u Trogiru, Trg bl. Augustina Kažotića, čine čine cjelinu koja je zaštićeno kulturno dobro

## Opis dobra
Vrijeme nastanka je od 14. do 18. stoljeća. Crkva i samostan sv. Dominika u Trogiru nalaze se na južnoj strani jezgre, uz obalu. Početkom 14.st. zacrtan je projekt sklopa. Dvoranska crkva s pačetvorinastom apsidom je u 14.st. produžena prema zapadu. Na pročelju se ističe portal s lunetom. Na reljefu je potpisan majstor Nikola Dente. U unutrašnjosti je drveno otvoreno krovište s bogato izrezbarenim konzolama. Interijer crkve krase djela Blaža Jurjeva Trogiranina, Nikole Firentinca, Jacopa Palme Ml. i drugih. Klaustar s cisternom je okružen trijemovima s križnim svodovima. Na katu je gotovo čitavu zapadnu stranu zauzimao refektorij. Sjeverno je krilo uništeno u bombardiranju 1944. godine i nije nikad obnovljeno.

## Zaštita
Pod oznakom Z-3491 zavedeni su kao nepokretno kulturno dobro - pojedinačno, pravna statusa zaštićena kulturnog dobra, klasificirano kao "sakralno-profana graditeljska baština".